# Darkstone
Darkstone è un videogioco di ruolo 3D della Delphine Software International, uscito nel 1999.

## Classi

### Guerriero
Sono considerati i guerrieri più valorosi delle terre di Uma: nati nel cuore delle foreste di Ardyl, sin dall'infanzia vengono addestrati per sviluppare doti fisiche tali da poter affrontare i pericoli che si nascondono in quelle regioni. Già dalla tenera età, imparano a sopravvivere nel più ostile degli ambienti, a sopraffare le bestie selvagge a mani nude e, soprattutto, a combattere contro scheletri e goblins, mostri che abbondano in quelle terre lontane. Durante le loro innumerevoli spedizioni per i villaggi hanno fatto buona esperienza nel campo delle armi da taglio tanto che hanno acquisito una grande maestria nel combattimento con la spada. Terminano la loro carriera come mercenari o maestri d'armi. Questi guerrieri sono ora gli uomini più forti rimasti in vita. La loro grande forza fisica li rende formidabili avversari in combattimenti diretti, e solo pochi osano sfidarli in duello. Riescono ad avvicinarsi furtivamente al nemico con la perseveranza di una pantera, e piombare su di essi con la velocità di un falco. Hanno un punto debole, comunque: non amano la magia perché la considerano un degradante modo di combattere; preferiscono di gran lunga il taglio incisivo del duro acciaio della spada all'uso degli incantesimi.
Abilità
- Concentration:
- Trade:
- Forester:
- Learning:
- Master of Arms:
- Orientation:
- Repair:

Statistiche base 
- Forza: 20
- Vitalità: 15
- Destrezza: 10
- Magia: 5

Statistiche massime 
- Forza: infinita
- Vitalità: 150
- Destrezza: 100
- Magia: 50

### Amazzone
Le Amazzoni sono delle fiere e selvagge cavallerizze che vivono nella regione dell'Ardyl. Iniziano ad allenarsi sin da tenera età sotto l'occhio di un'allevatrice, per diventare presto delle combattenti formidabili, senza alcuna paura di un attacco fisico o di poteri magici, infatti compensano la mancanza di queste qualità con la loro grande agilità. Allenate dalla loro tutrice, devono sostenere un'enorme quantità di allenamenti estenuanti, con l'obiettivo di rafforzare il loro spirito in modo da diventare un osso duro per qualsiasi guerriero. Il peggiore tra questi allenamenti, prevede che si avventurino nel covo dei goblin, per portarvi via il teschio del loro capo. La loro capacità di prevedere le mosse dell'avversario, fa sì che abbiano una marcia in più nei combattimenti. I loro avversari descrivono i loro combattimenti come una danza mortale. Come tutti i guerrieri, anche le Amazzoni hanno imparato a padroneggiare l'uso della spada, dimostrando una grande precisione nel combattimento. Infine, è molto difficile trovarle a usare la magia.
Abilità 
- L'amazzone possiede le stesse abilità del guerriero.

### Mago
I maghi più potenti di Uma sono nativi della regione di Marghor. La tradizione vuole che i maghi più anziani vengano a Marghor per scegliere coloro che posseggono il Dono di poter diventare apprendisti maghi; ciò avviene quando i candidati sono ancora in età adolescenziale. La loro vita da quel momento verrà cambiata in modo irreversibile. Essi ritornano col loro Maestro alla sua torre, un posto solitario di apprendimento e letture. Questi giovani maghi passano la maggior parte del loro tempo immersi nei libri di incantesimi dei loro Maestri, lottando contro l'oscurità, rinchiusi nelle biblioteche. E, poco alla volta, imparano a padroneggiare incantesimi di crescente difficoltà e complessità. Sfortunatamente, l'invasione di uomini lucertola e ratto ha causato la scomparsa di molteplici torri dei maghi; i mostri hanno portato avanti numerosi attacchi e ucciso la maggior parte degli apprendisti. I giovani apprendisti superstiti non hanno avuto altro da fare che scappare e combattere per la sopravvivenza. Ma poiché non sono mai stati addestrati nel brandire armi, cercano di ricorrere maggiormente alla magia per difendersi, in quanto hanno sempre dato maggior importanza allo sviluppo delle loro menti piuttosto che dei loro corpi. Ma, nonostante la loro mancanza di una minima forza fisica, hanno imparato col tempo a eliminare i loro nemici con la potenza degli incantesimi.
Abilità 
- Learning:
- Communion:
- Identification:
- Language: (presente solo nel Multiplayer)
- Detection:
- Meditation:
- Recharging:

Statistiche base 
- Forza: 5
- Destrezza: 15
- Magia: 20
- Vitalità: 5

### Maga
Molto poco si sa dei primi anni delle streghe. Voci dicono che abbiano imparato la magia da sole nelle oscure radure delle foreste di Marghor. Altri affermano invece che la dea Kaliba stessa le abbia prese sotto la sua ala protettiva. La sorgente del potere delle streghe è la Natura stessa. E infatti non hanno eguali nel saper quali piante siano le migliori da combinare per creare terribili incantesimi. Ma il loro più terribile potere, che può essere considerato un dono od una maledizione, è la licantropia, che le fa diventare delle belve, mezze donna mezze lupo. Le streghe sono universalmente temute per la loro potenza magica. Tuttavia, da qualche tempo, gli ingredienti che utilizzano per i loro intrugli cominciano ad essere più rari. Peggio ancora, gli uomini topo e gli uomini lucertola hanno invaso il loro territorio. Le streghe hanno capito di non essere abbastanza forti per resistere loro, ed hanno perciò lasciato la sicurezza della loro foresta e si sono avventurate verso i villaggi. Gli abitanti di questi ultimi le guardano ancora dubbiosi, anche oggi, ma le streghe ci fanno poco caso visto che è vitale per loro essere sempre in movimento, vagando per le terre di Uma alla ricerca di nuovi ingredienti per potenziare la loro magia.
Abilità 
- Learning:
- Communion:
- Identification:
- Language:(presente solo nel Multiplayer)
- Lycanthropy
- Meditation
- Recharging

### Assassino
Da sempre in lotta per la sopravvivenza, gli assassini spesso cominciano la loro carriera privando i mercanti dei loro portafogli. Sin dall'infanzia, hanno imparato a muoversi nell'ombra senza il minimo rumore, per rubare monete e oggetti ai viaggiatori mentre riposano. Le loro gesta finiscono sempre per attrarre l'attenzione della Gilda dei Ladri a Serkesh. Gli assassini si sono stabiliti da sempre in questa regione, in modo da beneficiare in qualsiasi momento delle lezioni di esponenti più esperti. Molte volte, il più abile degli apprendisti è in grado di superare il suo maestro. Gli assassini amano usare armi a proiettile mentre attaccano i loro nemici in combattimento. Anche se capaci di confrontarsi in combattimenti diretti, preferiscono di gran lunga uccidere i loro nemici prima che essi abbiano il tempo di sguainare la loro spada o usare la loro magia. La loro tattica è molto utile contro i serpenti che abitano nella regione. Gli assassini infine sono in grado di padroneggiare alcuni incantesimi.
Abilità 
- Learning:
- Trade:
- Defusing:
- Identification:
- Perception: Questa abilità consente al ladro di localizzare le trappole
- Silence:
- Theft:

### Ladra
La reputazione delle ladre le precede nella regione di Serkesh. Queste donne hanno dimostrato una volta o l'altra che hanno la stoffa della quale le ladre sono fatte. Esse sono membri della rinomata Gilda dei Ladri, dove possono sviluppare maggiormente i loro talenti naturali. All'interno della gilda imparano ad usare le loro abilità per saccheggiare interi appartamenti di tutti i preziosi di cui sono ricche. Hanno anche imparato a uccidere usando armi a proiettile e a posizionare trappole per i viaggiatori nella notte. Le loro conoscenze e abilità le rendono nemiche molto pericolose, sia in combattimento diretto sia nell'usare armi a lunga distanza.
Abilità 
- La ladra possiede le stesse abilità dell'assassino.

### Monaco
In passato, prima che calassero le tenebre, vi erano molti monasteri nella regione di Ormar. Gli apprendisti monaci venivano mandati in questi monasteri dove diventavano uomini dediti alla preghiera e rispettosi di tutto ciò che li circondava. I monaci passavano molti anni in questo luogo di preghiera, imparando molte tecniche di combattimento e vari incantesimi. Sebbene meno abili di maghi o guerrieri nelle rispettive arti, i monaci hanno il vantaggio di ritenersi competenti in entrambe le discipline di guerra e magia. Isolati dal resto del mondo nel loro quieto rifugio, hanno impiegato anni e anni per dominare l'uso di armi smussate: il bastone è diventato la loro arma preferita.
Tra le loro conoscenze vi è anche una base di magia bianca, che li rende in grado di aiutare il loro prossimo e sconfiggere il Male. Col passare degli anni, questa classe si è affievolita, e ne rimangono ancora pochi. Quasi tutti i monasteri sono stati distrutti dai draghi che sovrastavano i cieli di quelle lande. I monaci rappresentano il Bene sia nella loro vita sia nei loro combattimenti. Sono tenuti in grande considerazione, sia per le loro abilità nell'utilizzare il bastone, sia per l'abilità che dimostrano nel guarire le ferite.
Abilità
- Perception
- Medicine
- Exorcism
- Pryer
- Master of Arms
- Communion

Statistiche base 
- Forza: 10
- Vitalità: 20
- Destrezza: 5
- Magia: 15

### Sacerdotessa
Come i monaci, le sacerdotesse hanno diviso la loro vita tra devozione religiosa e l'apprendimento delle arti del combattimento e della magia. La sorgente della loro forza è sicuramente nella loro fede, in quanto combattono nel nome degli dei in cui credono. In un mondo continuamente minacciato dalle Tenebre, esse si stagliano come fiaccole di Bontà e Vita. Durante i loro innumerevoli viaggi, sono solite dare conforto ai mendicanti, e sono in grado di affrontare ladri in combattimento diretto, o usare le loro magie per alleviare le sofferenze degli ammalati.

## Incantesimi
- 'Absorbtion': questo incantesimo è di tipo passivo e assorbe l'energia vitale del nemico durante il combattimento.
- Antidote: guarisce i personaggi che sono stati avvelenati.
- Confusion: questa incantesimo induce il nemico in uno stato confusionale totale, mettendolo in fuga e costringendolo ad attaccare i suoi compagni.
- Death Dome: incantesimo difensivo che crea un muro di protezione attorno al personaggi. I nemici che cercheranno di distruggerlo rimarranno feriti.
- Detection: serve per identificare gli oggetti magici.
- Panic:
- Fireball: questo incantesimo crea una palla di fuoco che viene scagliata contro il nemico.
- Flamethrower
- Food
- Forgetfulness
- Haste
- Heal
- Invisibility
- Invocation: questo incantesimo invoca per un determinato lasso di tempo un golem di fuoco che attacca i vostri nemici. La sua durata dipende dal grado di conoscenza del vostro personaggio.
- Light: questo incantesimo crea un'aura luminosa attorno al personaggio che illumina l'ambiente circostante. L'efficacia e la durata di questa magia dipende dal grado di conoscenza del vostro personaggio.
- Magic Bomb
- Magic Door: questo incantesimo crea un portale che vi conduce direttamente alla città.
- Magic Arrow
- Infravision
- Poison Cloud
- Litany
- Reflection
- Raise dead
- Slowness
- Spark
- Stone: questa magia trasforma in pietra il bersaglio.
- Storm
- Telekinesis
- Teleportation
- Thunder
- Transformation: questo incantesimo trasforma il bersaglio in un pollo, riducendo notevolmente le sue caratteristiche offensive.
- Wall of fire

## Personaggi Non Giocanti
- Sebastian
- Draak